# Ciclohexilpropionato de nandrolona
Ciclohexilpropionato de nandrolona (nome aceito pela comunidade científica no Japão e Inglaterra) (nomes comerciais Andol, Fherbolico, Megabolin, Megabolin Retar, Pluropon, Proteron-Depot, Sanabolicum), conhecido pela comunidade científica como 19-nortestosterone 17β-(3-cyclohexyl)propionate (NTHCP), é um esteroide anabolizante e éster da nandrolona. É vendido na Espanha, Áustria, e Israel.